# Marko Vešović
Marko Vešović (Podgorica, Montenegro, 28 de agosto de 1991) es un futbolista internacional montenegrino que juega de centrocampista en el Qarabağ F. K. de la Liga Premier de Azerbaiyán.

## Selección nacional
Después de haber formado parte de las selecciones sub-19 y sub-21 de Montenegro, Marko Vešović fue convocado por primera vez para la selección absoluta de Montenegro el 20 de mayo de 2013, debutando el 15 de octubre del mismo año como sustituto en el último partido de la clasificación para la Copa Mundial de Fútbol de 2014 contra Moldavia. El 1 de septiembre de 2017 Vešović marcaría su primer gol para Montenegro en la victoria por 3-0 sobre Kazajistán como parte de la clasificación para la Copa Mundial de Fútbol de 2018.

## Palmarés

### Títulos nacionales
| Título                     | Club                      | País       | Año  |
| -------------------------- | ------------------------- | ---------- | ---- |
| Copa de Serbia             | Estrella Roja de Belgrado | Serbia     | 2012 |
| Primera Liga de Croacia    | H. N. K. Rijeka           | Croacia    | 2017 |
| Copa de Croacia            | H. N. K. Rijeka           | Croacia    | 2017 |
| Copa de Polonia            | Legia de Varsovia         | Polonia    | 2018 |
| Ekstraklasa                | Legia de Varsovia         | Polonia    | 2018 |
| Ekstraklasa                | Legia de Varsovia         | Polonia    | 2020 |
| Ekstraklasa                | Legia de Varsovia         | Polonia    | 2021 |
| Liga Premier de Azerbaiyán | Qarabağ F. K.             | Azerbaiyán | 2022 |
| Copa de Azerbaiyán         | Qarabağ F. K.             | Azerbaiyán | 2022 |
| Liga Premier de Azerbaiyán | Qarabağ F. K.             | Azerbaiyán | 2023 |
| Liga Premier de Azerbaiyán | Qarabağ F. K.             | Azerbaiyán | 2024 |
| Copa de Azerbaiyán         | Qarabağ F. K.             | Azerbaiyán | 2024 |
| Liga Premier de Azerbaiyán | Qarabağ F. K.             | Azerbaiyán | 2025 |